# Setoppia szaboi
Setoppia szaboi är en kvalsterart som först beskrevs av Sandór Mahunka 1988.  Setoppia szaboi ingår i släktet Setoppia och familjen Oppiidae. Inga underarter finns listade i Catalogue of Life.